# Szyk (wojsko)
Szyk – rozmieszczenie żołnierzy, pododdziałów, wozów bojowych, okrętów, samolotów dla wykonywania wspólnych czynności.

## Charakterystyka
Elementy charakteryzujące szyki
- front szyku – kierunek ustawienia żołnierzy, wozów bojowych, samochodów itp.
- tył szyku – strona przeciwległa do frontu szyku,
- skrzydła szyku – prawe i lewe (boczne) zakończenia  szyku[3],
- szerokość szyku –odległość między skrzydłami[4],
- głębokość szyku – odległość od czoła do ogona szyku,
- w kolumnie[a]
- Głębokość kolumny pieszej nie może być mniejsza niż jej szerokość. rozróżnia się:
  - czoło kolumny – przednia jej część, początek kolumny,
  - ogon kolumny  – tylna jej część, koniec kolumny,
- odstępy – odległość między żołnierzami, samochodami, wozami bojowymi, pododdziałami mierzona wzdłuż frontu szyku,
- kierunkowy –  żołnierz, pojazd mechaniczny, wóz bojowy, pododdział poruszający się w ustalonym przez dowódcę kierunku, do którego pozostali dostosowują swój ruch.

Rozdaje szyków
- szyk luźny – szyk, w którym pododdziały (pojazdy mechaniczne, wozy bojowe) działają w zwiększonych odstępach i odległościach[1],
- szyk zwarty – szyk, w którym żołnierze (pojazdy mechaniczne, wozy bojowe, pododdziały) ustawieni są w szeregi lub rzędy, zachowując zmniejszone, ustalone przepisami, odległości i odstępy oraz równanie wzdłuż frontu i krycie w rzędach[1][7],
- szyk rozwinięty – jego szerokość jest większa od głębokości; może być to to szereg, dwuszereg itd. oraz linia kolumn[b][9],
- szyk marszowy – jego głębokość jest równa lub większa od  szerokości; jest to kolumna obejmująca jeden lub więcej rzędów,
- szyk przedbojowy – określone w regulaminie ustawienie pododdziałów stosowane w terenie zagrożonym przez nieprzyjaciela, umożliwiające w razie potrzeby szybkie przyjęcie szyku ugrupowania bojowego.
- szyk bojowy – przyjmowany przez pododdziały do prowadzenia walki. współcześnie szyk bojowy zastępuje się terminem: ugrupowanie bojowe.
- szyk okrętów  – ściśle określone w stosunku do siebie rozmieszczenie idących lub manewrujących okrętów.
  - szyk prosty – rozmieszczenie okrętów wzdłuż jednej linii prostej; np.: szyk czołowy (okręty idą jeden obok drugiego); szyk torowy (okręty idą jeden za drugim); szyk schodami (okręty rozmieszczone w określonym oddaleniu w bok i do tyłu)
  - szyk złożony – okręty rozmieszczone są wzdłuż kilku linii prostych lub linii łamanej;  wyższy i bardziej złożony sposób formowania okrętów stanowi ugrupowanie okrętów.